# Santa María (Cile)
Santa María è un comune del Cile della provincia di San Felipe de Aconcagua nella Regione di Valparaíso. Al censimento del 2002 possedeva una popolazione di 12.813 abitanti.

## Società

### Evoluzione demografica
| Censimento del 1992 | Censimento del 2002 |
| 11.575 ab.          | 12.813 ab.          |